# 파로파미사다이

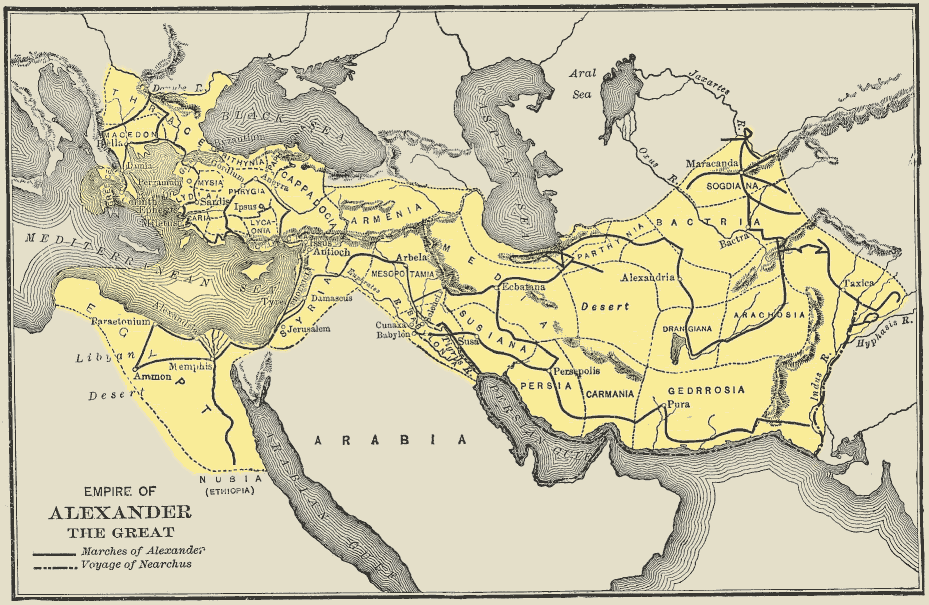
파로파미사대는 박트리아의 동쪽이며 아라코시아의 북쪽이다.

파로파미사다이 또는 파라파미사다이(고대 그리스어: Παροπαμισάδαι 또는 Παροπανισάδαι)는 오늘날 아프가니스탄과 파키스탄 일대에 위치했던 알렉산드로스 제국의 사트라피로, 아케메네스 제국의 파루프라에산나와 동일 지역으로 추정된다. 이 지역은 삿타기디아(반누 분지), 간다라(카불, 페샤와르, 탁실라), 오디야나(스와트 계곡) 지역으로 구성되어 있었다. 파루파라이산나는 다리우스 대제의 아카드어와 엘람어 비문에서 언급되는 반면, 고대 페르시아어 비문에서는 간다라라고 불렸다. 나중에 이 사트라피는 마우리아-셀레우코스 전쟁이 끝나고 조약에 따라 셀레우코스 1세 니카토르가 찬드라굽타 마우리아에게 양도했다.

## 같이 보기
- 쿠샨 제국
- 간다라